# 楊千萬
楊千萬，仇池的首领，楊駒的后代。东汉末建安十八年（213年），军阀偏将军马超夺取凉州大部，并于八月击败前来支援凉州守军的护军将军夏侯渊，自称征西将军，自领并州牧，督凉州军事。后来曾受曹魏封為百頃氐王的杨千万叛魏，与马超结盟，但九月，马超即被杨阜等人发动兵变驱逐，楊千萬遁走西南而入蜀，其所領部落皆降魏。
| 前任： 楊駒 | 仇池君主 | 繼任： 楊飛龍 |